# Marcel Ebnöther
Marcel Ebnöther (* 18. Januar 1920 in Moosleerau; † Februar 2008) war ein Schweizer Industrieller und Kunstsammler.

## Leben
Marcel Ebnöther besuchte Schulen in Sempach, Ettiswil und Altdorf und machte die Maturitätsprüfung im Herbst 1940 in der Oberrealabteilung der Aargauischen Kantonsschule. Er studierte Naturwissenschaften an der ETH Zürich, machte 1944 das Diplom und wurde 1947 promoviert.
Ebnöther gründete 1947 das Klebstoffunternehmen Ebnöther AG in Olten. Den Firmensitz verlegte er 1956 nach Sempach-Station.

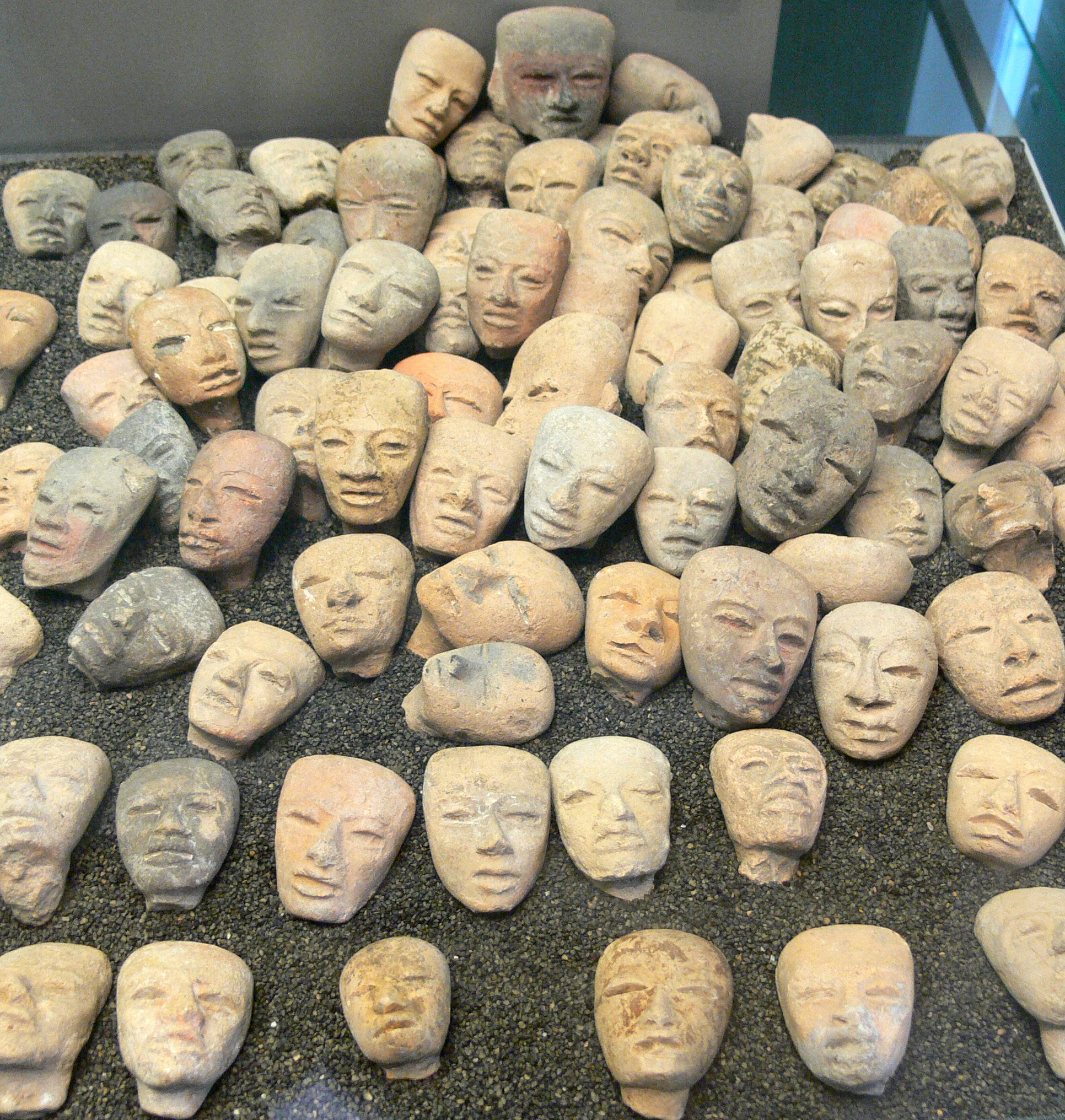
Sammlung Ebnöther: Köpfe aus Teotihuacan

Ebnöther reiste beruflich viel, vor allem nach Lateinamerika. Das Einkommen aus seinem florierenden Unternehmen erlaubte es ihm, eine Leidenschaft als Sammler von Kunst antiker Hochkulturen zu entwickeln. Dabei hat er rund 7000 archäologische Fundstücke aus Europa, Vorderasien, Mittel- und Südamerika zusammengetragen. Ebnöther interessierte der Vergleich der frühen Kulturen. Herausragend sind in seiner Sammlung Objekte aus der Kultur von Urartu sowie formativzeitliche Goldobjekte aus Peru, welche der Archäologe Walter Alva als die grösste und wichtigste Gruppe solcher Fundstücke ausserhalb Amerikas bezeichnete. Ebnöther führte archäologische Tagebücher, in denen er detailliert seine Reisen festhielt.
Im Jahr 1990 schenkte Ebnöther seine Privatsammlung der Stadt Schaffhausen. Sie bildet als Archäologische Sammlung Ebnöther einen wesentlichen Bestandteil des Museums zu Allerheiligen.

## Schriften
- mit Elisabeth Ebnöther (Hrsg.): Vom Toten Meer zum Stillen Ozean. Alte und Neue Welt, eine Gegenüberstellung. Sammlung Ebnöther, Museum zu Allerheiligen, Schaffhausen. Hatje, Stuttgart 1999.
- mit Elisabeth Ebnöther: Arbeit, Kampf und Spiel. Ein Dreiklang menschlichen Lebens dargestellt anhand präkolumbischer Figuren. Basel 1982.
- Mensch und Arbeitsplatz : Den Mitarbeitern anlässlich des 25jährigen Geschäftsbestehens gewidmet. Sempach 1972.
- Über aktives Zinkoxyd. Dissertation. Eidgenössische Technische Hochschule Zürich, 1947. (Online)
- Versuche zur Herstellung von Festleitern hoher Leitfähigkeit. Diplomarbeit. ETH Zürich, 1944.